# Четврта Алија
Четврта Алија (хебр. העלייה הרביעית HaAliyah HaRevi'it', дословно:Четврти Успон) односи се на четврти талас јеврејске имиграције у мандатну Палестину, углавном из Европе, између 1924 и 1928. године.

## Карактер Четврте Алије
Почев од око 1924. године, карактер и састав имиграције у Палестину су се променили, и иако је овај имиграциони талас био веома близак претходном имиграционом таласу, категорисан је као посебан.
Тај талас је донео брзи урбани развој, посебно у Тел Авиву, који је апсорбовао значајан број имиграната. Али током година 1926–1927. у земљи се догодила економска криза, најтежа коју је јеврејско насеље имало током периода британског мандата у Палестини, и упркос економском опоравку између 1928–1929, криза је поистовећена са целим периодом Четврте имиграције. У периоду кризе око 23.000 имиграната одлучило је да напусти земљу. У фебруару 1924. године Давид Бен Гурион је написао у свом дневнику: „Недостатак посла је у сталном порасту. Јуче су људи падали у несвест у канцеларијама.“ Касније те године је приметио: „Људи су гладни и не могу да раде.“ Укупно 7.400 Јевреја је напустило Палестину само у току 1926. године. Ционистичка влада је 1927. године финансирала програм запошљавања за 8.000 радника. 1928. године емиграција је била једнака имиграцији.
У четвртој Алији око 80.000 имиграната је дошло у Палестину, углавном из земаља Источне Европе, половина имиграната из Пољске, а остатак из Совјетског Савеза, Румуније и Литваније. Поред тога, укупно је 12% свих имиграната било из Азије, углавном из Јемена и Ирака.

## Узроци имиграције
Главни фактори који су подстакли јеврејску емиграцију из Европе у то време били су пораст антисемитизма широм Европе и економска криза у Пољској. Усвајањем Закона о ванредним квотама и Закона о имиграцији из 1924. године у Сједињеним Државама, уведена су велика ограничења јеврејске имиграције. Као резултат тога, многи Јевреји су одлучили да се уместо тога преселе у Палестину. Ова група је обухватала многе породице средње класе које су се бавиле пословањем, индустријом и трговином. Првенствено су се селили у градове у развоју, оснивајући мала предузећа и лаку индустрију.